# Long Way 2 Go
Long Way 2 Go – piosenka R&B stworzona przez Ryana Lesliego i Cassie Venturę na debiutancki album studyjny Cassie pt. Cassie (2006). Utwór wydany został jako drugi, a zarazem finalny singel z krążka na przełomie 2006 i 2007 roku.

## Informacje o singlu
Piosenka zadebiutowała na 97 pozycji amerykańskiej listy przebojów Billboard Hot 100 i to było najwyższe miejsce singla na tymże notowaniu. Utwór najwyższą pozycję uzyskał w Wielkiej Brytanii, gdzie został wydany dopiero pod koniec października 2006 roku. "Long Way 2 Go" debiutował w pierwszej czterdziestce angielskiej listy "Download Charts". Cassie była jedyną wokalistką w ówczesnym tygodniu, która posiadała aż dwa single na tej samej liście (również Me & U). W drugim tygodniu, po ukazaniu się utworu na CD, "Long Way 2 Go" poprawił swoją pozycję na 12. Wtedy stała się ona artystką mającą w Top 40 dwie piosenki.

## Listy utworów i formaty singla
Międzynarodowy CD-maxi singel

(Wydany dnia 23 października 2006)
1. "Long Way 2 Go" (Album version) — 3:40
2. "When Your Body Is Talking" — 3:19
3. "Can't Do It Without You" — 3:54
4. "Long Way 2 Go" (Videoclip) — 3:44

## Teledysk
Teledysk do piosenki nagrywany był w Los Angeles przez tydzień, począwszy od dnia 20 sierpnia 2006 roku natomiast światowa premiera odbyła się 12 września 2006 na stacji muzycznej MTV podczas programu TRL. Klip debiutował w Top 10 najczęściej ukazywanych teledysków w telewizji w dniu 14 września, potem zmienił pozycję na 3.
Wideoklip zaczyna się ukazaniem scen oceanu niedaleko Los Angeles. Potem Cassie zagląda razem ze swoim psem w ekran laptopa na stronę internetową, w której użytkownicy umieszczają swoje listy znajomych. Nagle pojawia się okienko z producentem wokalistki – Ryanem Lesliem, który wypowiada słowa: „You're not into it?”. Kiedy zaczyna się refren utworu, przyjaciółki Cassie ponaglają bohaterkę, aby szybko przygotowała się do wyjścia. W tym samym momencie piosenkarka tańczy pośród kolorowo migających lamp. Potem Cassie i jej przyjaciółki idą ulicą. Mijając Lesliego wkraczają do klubu, gdzie Cassie tańczy z mężczyzną i nagle go opuszcza. Wraca do domu, gdzie ze swoim psem zagląda na wcześniej wspomnianą stronę internetową, dodając do listy znajomych chłopaka, z którym tańczyła w klubie.

## Pozycje na listach
| Lista przebojów (2006/07)         | Najwyższa pozycja |
| --------------------------------- | ----------------- |
| Australia ARIA Singles Chart      | 17                |
| Francja Singles Chart             | 21                |
| Irlandia Singles Chart            | 14                |
| Niemcy Singles Chart              | 43                |
| Nowa Zelandia RIANZ Singles Chart | 17                |

| Lista przebojów (2006/07)           | Najwyższa pozycja |
| ----------------------------------- | ----------------- |
| Szwecja Top 60 Singles Chart        | 28                |
| UK Singles Chart                    | 12                |
| USA Billboard Hot 100               | 97                |
| USA Billboard Pop 100               | 86                |
| USA Billboard Hot R&B/Hip-Hop Songs | 115               |